# Георги Константинов Бистрицки
 Тази статия е за писателя от Костурско.  За други значения на Георги Константинов вижте Георги Константинов.  За други значения на Бистрицки вижте Бистрицки.
Георги Константинов, известен с псевдонима си Бистрицки, е български писател, литературен деец и филолог от Македония.

## Биография
Роден е около 1875 година в Костур, тогава в Османската империя. Псевдонимът му идва от името на костурската река Бистрица (Алиакмонас). В 1914 година е секретар на настоятелството на Костурското благотворително братство „Надежда“ в Ксанти. Автор е на труда „Българско Костурско“, издаден в 1919 година в Ксанти от Костурското братство. Бистрицки публикува и стихосбирките „Вопли и копнежи“ (Станимака, 1928), „Пѣсни на роба“ (Станимака, 1929), „Костурска епопея“ (Пловдив, 1941) и „Огънъ и пламъкъ“ (Пловдив, 1944). Работи като учител в българското училище в Костур. Дълги години е сътрудник на „Илюстрация Илинден“. Бистрицки подготвя обемиста книга с граматика и речник „Български диалекти въ Костурско“ и „Материали за Илинденското възстание въ Костурска околия презъ 1903 г.“ по спомени на костурски въстаници от Смърдеш и Кономлади, които са бежанци в Станимака. От 1931 до 1943 година живее в Станимака, който се преименува на Асеновград, а в периода 1939 до 1940 година пребивава и в Пловдив. Според някои източници е автор на „Правописенъ речникъ на българския книжовенъ езикъ“ (София, 1939).